# スー (ティラノサウルス)
スー（Sue）はシカゴのフィールド自然史博物館に収蔵されているティラノサウルス・レックス（以下、Tレックス）の標本FMNH PR 2081に付けられたあだ名である。スーは現在知られているTレックスの標本中、90パーセント以上残存と最も保存状態が良く、スコッティに次いで2番目に大きい標本でもある。1990年8月に古生物学者のスーザン・ヘンドリクソンによって発見され、彼女のあだ名からスーと名付けられた。所有権を巡る法廷闘争ののち、1997年10月にオークションにかけられフィールド自然史博物館が760万ドルで落札した。これは化石標本に支払われた金額としては長らく史上最高額だった（2020年に同じくティラノサウルスのスタンが競売で約33億円で落札されたことで抜かれた）

## 発見

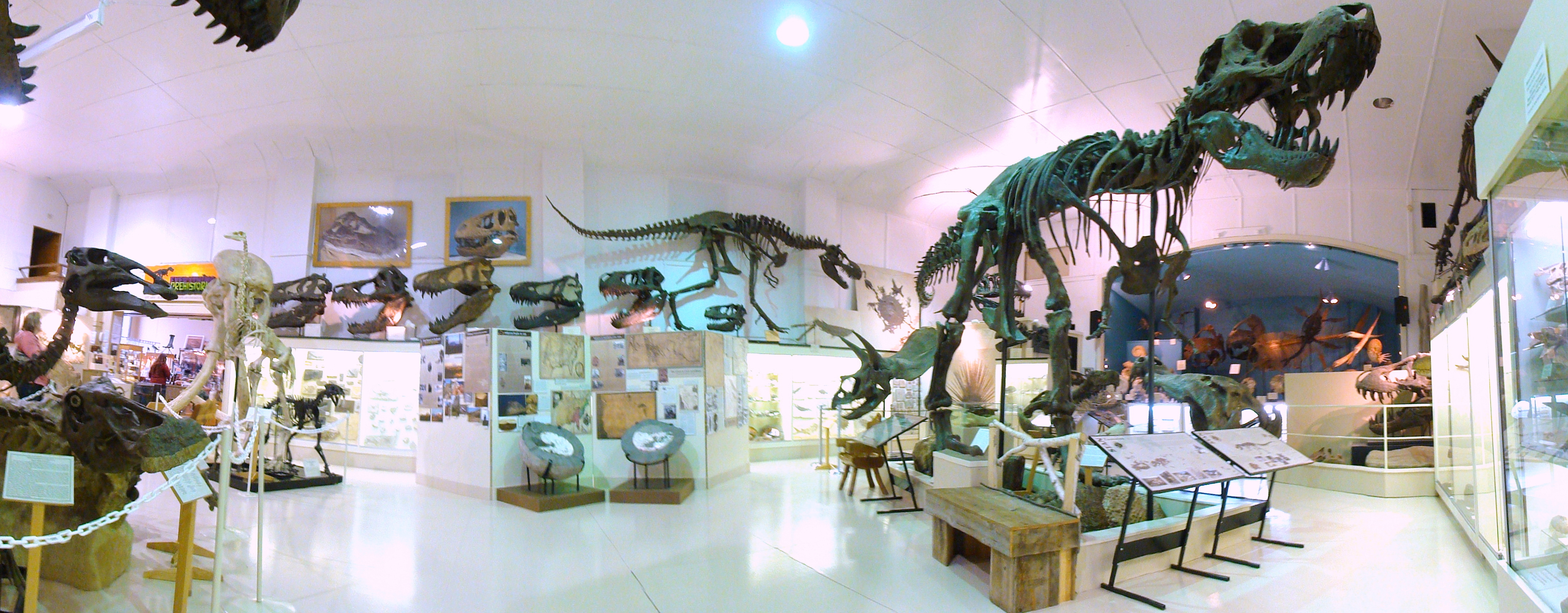
ブラックヒルズ地質学研究所

1990年夏、ブラックヒルズ地質学研究所の研究者たちはサウスダコタ州のシャイアン川インディアン居留地で調査を行っていた。下旬にエドモントサウルスの化石を発見し調査を終える準備に入っていたが、8月12日にトラックのタイヤがパンクしてしまい、町で修理しなければならなくなった。調査員の一人、スーザン・ヘンドリクソンは調査団が調べなかった近くの崖を探索することに決めた。崖の近くを歩いていると、彼女は小さな骨のかけらをいくつか見つけた。彼女は骨片2点をキャンプ地に持ち帰り研究所所長のピーター・ラーソンに報告した。ラーソンはその骨がTレックスのものであるとすぐに見抜いた。調査団はヘンドリクソンが骨を見つけた崖をくまなく調べ、関節した脊椎骨を含む多数の骨を発見した。調査員の何人かは調査から帰還しなければならなかった。ヘンドリクソンを含む残った調査員は石膏を追加注文し調査を続行、その結果このTレックスの化石はその大部分が保存されていることがわかった。それまでに知られていたTレックスは保存率が半分位下の標本ばかりだったので、調査員たちは皆興奮した。そして最終的な残存率は90パーセント以上と見積もられた。古生物学者たちは、スーは死後すぐに泥に埋もれたため、他の動物たちによる死体の損壊から免れたとみている。骨の大きさと保存状態も驚くべきもので、頭蓋骨は約1.4メートルあり歯も大部分が残っていた。発掘された化石は保護のため石膏に包まれ、ブラックヒルズ地質学研究所でクリーニングが行われた。

## 裁判とオークション

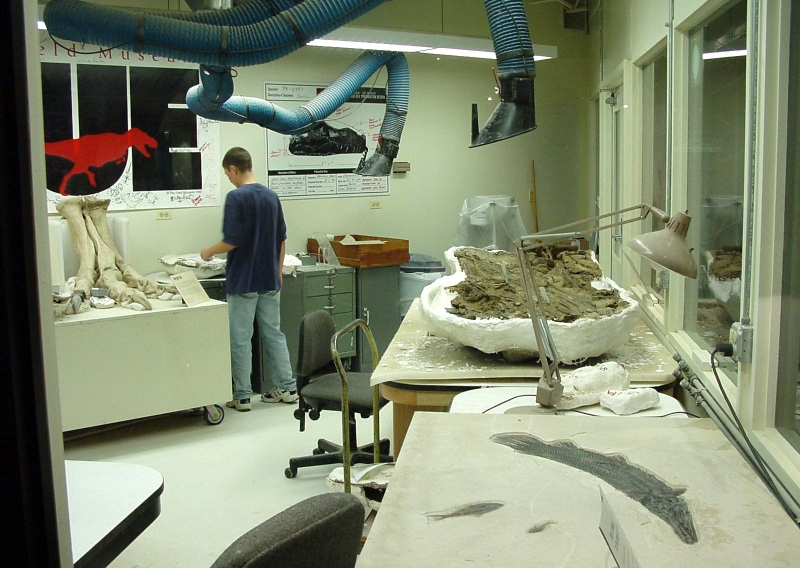
フィールド博物館のクリーニング室に置かれた化石

化石の発見から程なくして所有権を巡る法廷闘争が発生した。研究所は土地の所有者であるモーリス・ウィリアムズから許可を得ており、5000ドルを支払って化石の発掘に取りかかった。しかしウィリアムズは後に、研究所から受け取った金は化石自体の所有権を手放すものではなく、あくまで発掘の許可をするためだけの金であり、化石の所有権は自分たちにあると主張した。
1992年、FBIとサウスダコタ州兵は発掘地の強制捜査を行い、その場にあった化石を接収した。行政府は化石をサウスダコタ工業技術学校に移し、法廷闘争が終了するまで同施設で保管した。長期の裁判の後、ウィリアムズ側の主張が認められ、1995年に化石が返還された。ウィリアムズは化石を売ることに決め、サザビーズでオークションに出品した。多くの研究者は化石が私的な所有物になり、公開されなくなることを危惧していた。後に所有者となるフィールド自然史博物館もこの可能性を懸念し、スーの購入を検討した。しかし資金調達に難航し、会社や個人に支援を要請した。カリフォルニア州立大学、ウォルト・ディズニー・パークス・アンド・リゾーツ、マクドナルド、ドナルド・マクドナルド・ハウス、そして多くの個人が博物館の要請に応え支援を行った。1997年10月4日、開始価格50万ドルでスタートしたオークションはフィールド博物館が760万ドルでスーを競り落とし終了した。サザビーズへの手数料を含めた総額は836万2500ドルである。

## フィールド自然史博物館での調査と展示

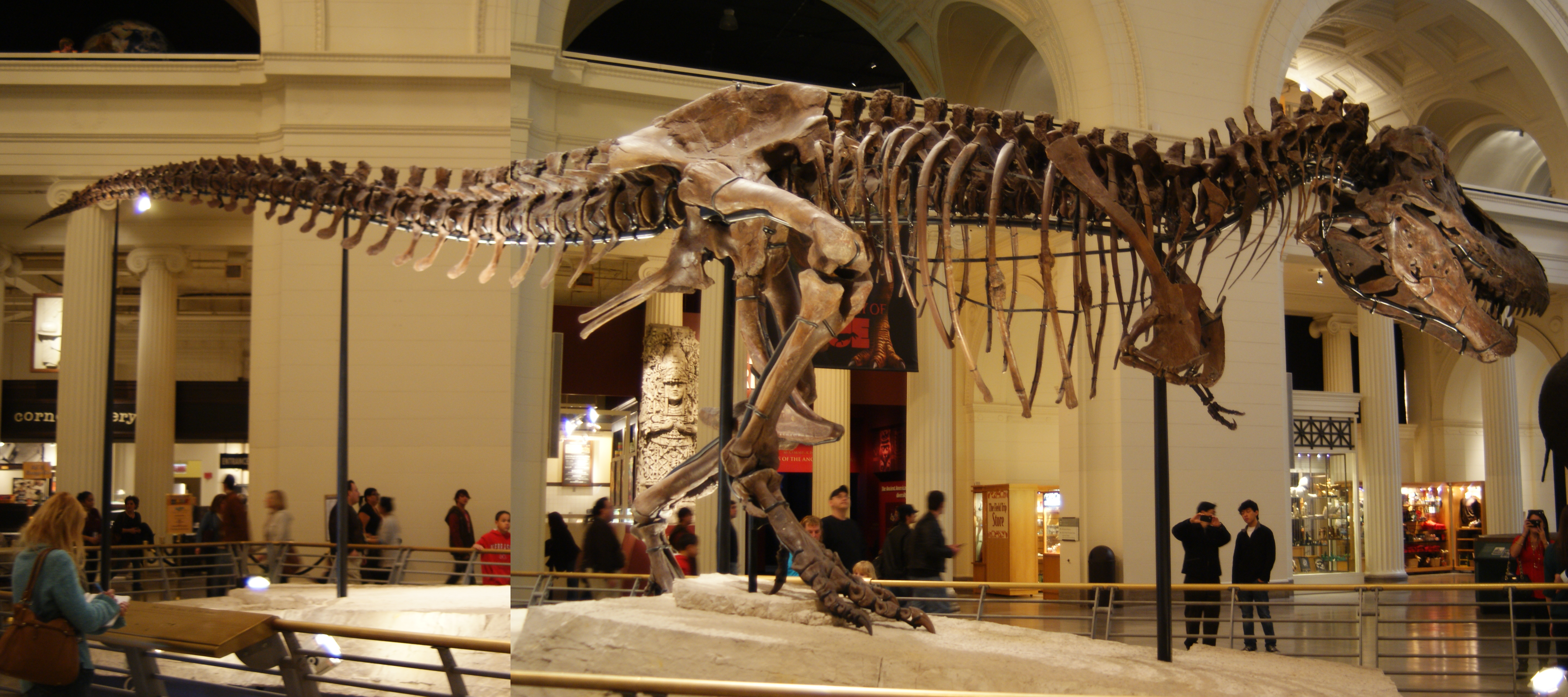
側面から見たスーの全身骨格

フィールド自然史博物館は壊れやすい化石を安全にシカゴまで輸送するため専門の業者と契約、1997年10月に化石が博物館に到着した。マクドナルドの援助によって博物館とディズニーワールドの2箇所に研究所が設立され、ここでスーのクリーニング作業が進められた。
クリーニングが終わると、今度は博物館で高精度の写真撮影が行われた。研究者たちは各骨の撮影と検討に加え、いくつかの骨をCTスキャンにかけた。頭骨は大きすぎて医療用CTスキャナが使用できなかったため、ボーイングの研究所が所有するスペースシャトルの部品の点検に使用している大型スキャナを使用した。
一連の作業終了後、化石は組み立てのためニュージャージーに運ばれた。この作業では鉄骨を折り曲げたマウントを造り、そこに骨を組み込んで生きていたときの骨格が再現された。頭骨だけは歪みのためオリジナルの化石が使えず、代わりに歪みを取り除いた状態で再現したレプリカが取り付けられている。オリジナルの頭骨は研究用に出し入れが出来る大型ケースに収容され展示されている。骨格が組み上がったとき、頭の先端から尻尾の先端まで12m、腰までの高さは4mであった。
完成したスーの骨格は2000年5月17日から一般公開され、初日だけで1万人が来館した。
2017年8月30日、博物館はスーの展示場所を変えることを発表した。2018年2月に一旦撤去し、1年後に博物館2階の新しい展示場所で公開するとしている。

## 生前の姿

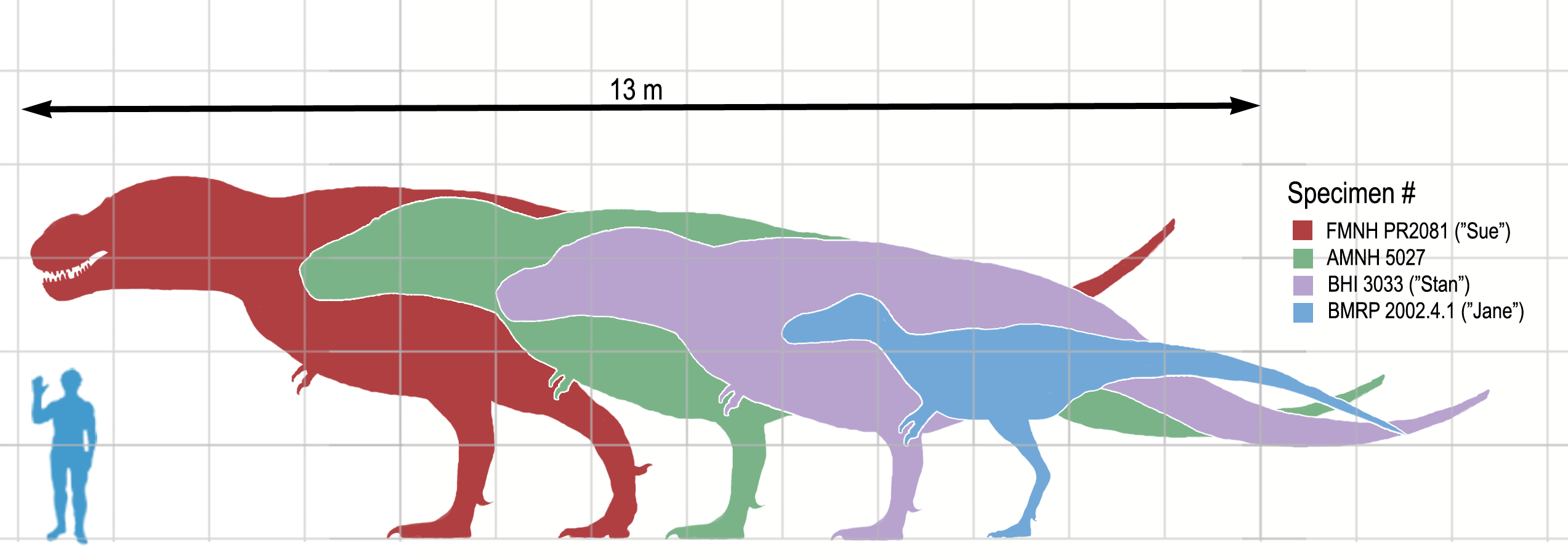
スーおよびその他のティラノサウルスと人間の比較

スーの全長は12.3メートル、腰までの高さは3.66メートル、体重は8.4 - 14トンと見積もられた。かつてはティラノサウルスの標本としては最大とされていたが、2010年代にスコッティにその座を譲ることになった。
骨の精密検査の結果、スーの死亡時の年齢はおよそ28歳で、これは2013年にトリックスが発見されるまでは最高齢だった。スーの骨には至る所に病変が有り、生涯にわたって数多くの怪我や病気に苦しんでいたと考えられている。右肩は獲物の抵抗のためか肩胛骨を負傷しており、肋骨も3本折れていた。この怪我は治癒痕があり受傷後もスーが生存していたことを示している。左の腓骨は右のそれの約2倍に肥大しており、何らかの感染症の結果とみられている。頭蓋骨前部にある無数の孔は咬傷とみられていたが、最近の研究で鳥類に見られるトリコモナス症と関連づけられている。尾骨のいくつかは負傷のため関節炎を起こし融合していた。またスーは生前痛風に苦しんでいたとみられる。直接の死因は不明。

## 日本での展示
2005年3月19日から2006年3月31日まで国立科学博物館など4つの会場を巡回し開催された恐竜博2005において、スーの全身レプリカが展示された。さらにフィールド自然史博物館でのスー公開5周年と日本でのレプリカ展示を記念して、実物化石1点（肋骨の胴椎関節部）が特別に貸し出された。
2013年3月より北九州市立いのちのたび博物館で全身骨格のレプリカがスタンのレプリカと共に常設展示されている。